# 熟冷

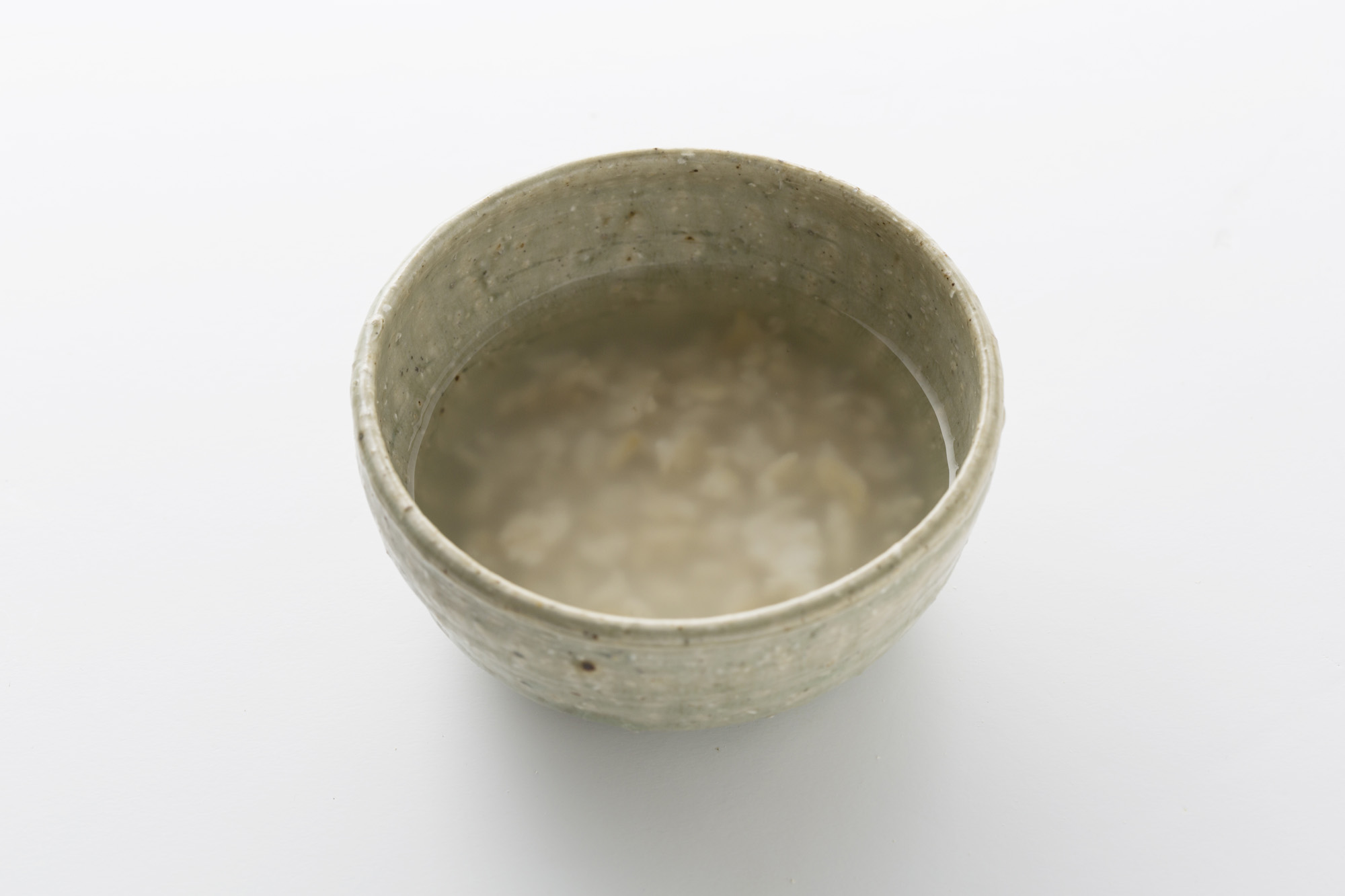
熟冷（숭늉/sungnyung）

熟冷（朝鮮語/韓語：/sungnyung）是用鍋巴製成的一種朝鮮/韓國傳統米飲料。是將水倒入電飯鍋底部的焦米糕中煮一會兒製成的飲料。它也被稱為 bantang（飯湯）或 chutang（炊湯）。
在寺廟用餐後，通常將它盛在飯碗中食用，以去除米糊。
1. ↑  . 위키백과, 우리 모두의 백과사전. 2022-12-05 （韩语）.